# Principesse sirene - Mermaid Melody
Principesse sirene - Mermaid Melody (ぴちぴちピッチ?, Pichi Pichi Pitchi, Pichi Pichi Pitch) è un manga shōjo scritto da Michiko Yokote e disegnato da Pink Hanamori, pubblicato in Giappone sulla rivista Nakayoshi di Kōdansha dall'agosto 2002 al marzo 2005.
Dal manga sono state tratte due serie anime, Mermaid Melody Pichi Pichi Pitch (マーメイドメロディー ぴちぴちピッチ?, Māmeido Merodī Pichi Pichi Pitchi) e Mermaid Melody Pichi Pichi Pitch Pure (マーメイドメロディー ぴちぴちピッチ ピュア?, Māmeido Merodī Pichi Pichi Pitchi Pyua), rispettivamente di 52 e 39 episodi, andate in onda in Giappone su TV Aichi dall'aprile 2003 al dicembre 2004.
La prima serie dell'anime è arrivata in Italia il 28 febbraio 2007 su Italia 1 con il titolo Principesse sirene - Mermaid Melody; la seconda, invece, a settembre 2007, mantenendo lo stesso titolo, si è conclusa nel febbraio 2008. Il manga è stato pubblicato in Italia dalla Play Press (poi Play Media Company) da aprile a ottobre 2007 con lo stesso titolo dell'anime, ed è stato ripubblicato dalla GP Publishing a partire da luglio 2009 fino al febbraio 2010. Nel maggio del 2023 Star Comics ha annunciato di avere acquisito i diritti della serie, che è stata pubblicata il 6 febbraio 2024 in un'edizione composta da tre volumi, corrispondenti alla riedizione giapponese del 2022.
Un sequel del manga intitolato Pichi Pichi Pitch - aqua (ぴちぴちピッチ ａｑｕａ?, Pichi Pichi Pitchi aqua), con protagonista la figlia di Lucia, viene pubblicato da agosto 2021 su Nakayoshi di Kōdansha.
Il titolo Pichi Pichi è l'onomatopea del rumore della pinna di una sirena, ma significa anche "essere vivace"; Pitch sta per "tono" in inglese, che richiama il canto delle protagoniste. L'opera contiene molti elementi basati sulla celeberrima fiaba La sirenetta di Hans Christian Andersen.

## Trama

### Prima serie
Lucia Nanami, Principessa sirena dell'Oceano Pacifico del Nord, giunge sulla terraferma con il pinguino Hippo, suo compagno e aiutante, per ritrovare la sua perla rosa, gioiello perduto 7 anni prima nel salvare Kaito, un bambino umano caduto da una nave a causa di un naufragio e del quale si era innamorata perdutamente. Sulla terraferma, Lucia incontra Hanon, la principessa sirena dell'oceano Atlantico del Sud, che diventa la sua migliore amica insieme a Rina, la principessa sirena dell'Atlantico del Nord.
Lucia incontra nuovamente Kaito, che però, a causa dell'aspetto umano assunto dalla sirena, non la riconosce, e lei non può rivelargli la sua vera identità né il suo amore per lui perché altrimenti si trasformerebbe in schiuma di mare.
Mentre il legame tra Lucia e Kaito si fa sempre più intimo, gli oceani sono gravemente minacciati: aiutato dalle Dark Lovers e dalle Black Beauty Sisters, Gaito (fratello di Kaito), membro e capostipite della famiglia dei Pantharassa, devasta i regni delle sette Principesse sirene per impossessarsi delle loro perle. Il compito di Lucia e le sue amiche è quello di riunire tutte e sette le principesse e invocare la leggendaria Regina dei Mari, l'unica in grado di fermarlo. Grazie alle loro perle, le Principesse possono trasformarsi in cantanti e combattere i nemici con il potere della loro voce.

### Seconda serie
Kaito parte per un viaggio alle Hawaii, ma qui, a causa di un incidente mentre fa surf, perde la memoria e viene soccorso da una ragazza con problemi di salute Mikaru, che si innamora di lui. Tornato a casa con lei, il ragazzo recupera i ricordi, a parte quelli riguardanti Lucia e le Principesse sirene, che intanto aspettano la nascita della nuova Principessa sirena dell'oceano Indiano, Seira; tuttavia, l'angelo Mikeru cattura l'anima della principessa prima che nasca. Lucia, aiutata dalle altre Principesse sirene, deve recuperarne i frammenti, ma anche fare in modo che Kaito si ricordi del suo amore per lei e non s'innamori di Mikaru.

## Personaggi
Lucia Nanami (七海 るちあ?, Nanami Ruchia)
Doppiata da: Asumi Nakata (ed. giapponese), Elisabetta Spinelli / Denise Misseri (canto) (ed. italiana)
La principessa sirena dell'Oceano Pacifico del Nord, custodisce la Perla Rosa e torna sulla terraferma per ritrovarla: anni prima, infatti, l'aveva lasciata a un bambino, Kaito, il quale aveva quasi perso la vita in seguito a un naufragio e del quale, Lucia, si era innamorata. Ritrovando la perla, scopre di potersi trasformare in un'idol tramite lo Shell Locket con la formula "Voce di Perla Rosa!" (「ピンクパールボイス！」?, "Pinku Pāru Boisu!", "Pink Pearl Voice!"). Ingenua e giovane, non può svelare a Kaito che è lei la sirena che l'ha salvato perché altrimenti si trasformerebbe in schiuma di mare. Ha 14 anni ed è nata il 3 luglio.
Hanon Hosho (宝生 波音?, Hōshō Hanon)
Doppiata da: Hitomi Terakado (ed. giapponese), Patrizia Mottola / Francesca Daprati (canto) (ed. italiana)
La principessa sirena dell'Oceano Atlantico del Sud, custodisce la Perla Blu. È arrivata sulla terraferma prima di Lucia, dopo essere scampata all'attacco che Gaito mosse contro il suo regno. Con Lucia stringe subito una forte amicizia, e si diverte molto a stuzzicarla. È testarda ed energica, ama la moda. Può trasformarsi in un'idol tramite lo Shell Locket con la formula "Voce di Perla Blu!" (「水色パールボイス！」?, "Mizuiro Pāru Boisu!", "Mizuiro Pearl Voice!"). Nella prima serie s'innamora di Taro Mitsuki, un professore della sua scuola, ma, visto che lui pensa ancora alla sirena incontrata in India, Sara, la ragazza decide di farsi da parte. Nella seconda serie s'innamora di Shirai che ricambia sinceramente i suoi sentimenti. Ha 14 anni ed è nata il 24 maggio.
Rina Toin (洞院 リナ?, Tōin Rina)
Doppiata da: Mayumi Asano (ed. giapponese), Emanuela Pacotto / Elisabetta Cavalli (canto) (ed. italiana)
La principessa sirena dell'Oceano Atlantico del Nord, custodisce la Perla Verde. Arriva sulla terraferma per vendicarsi di Gaito, che ha catturato la sua cara amica Noel. Può trasformarsi in un'idol tramite lo Shell Locket con la formula "Voce di Perla Verde!" (「グリーンパールボイス！」?, "Gurīn Pāru Boisu!", "Green Pearl Voice!"). Ha un carattere chiuso e scontroso, e non accetta subito di diventare amica di Lucia e Hanon, né di combattere insieme a loro. Inoltre, non crede nell'amore e nelle relazioni e afferma di volerne stare lontana. Tuttavia, durante il corso della serie si ammorbidisce e nella seconda serie inizia a provare dei sentimenti, ricambiati, per Masahiro. Ha 14 anni ed è nata il 2 settembre.
Kaito Domoto (堂本 海斗?, Dōmoto Kaito)
Doppiato da: Daisuke Kishio (ed. giapponese), Simone D'Andrea (ed. italiana)
Il ragazzo salvato da Lucia sette anni prima durante un naufragio, che si è innamorato della sirena e ha custodito gelosamente la Perla Rosa fino a quando non torna in possesso della legittima proprietaria. Si scopre essere il Principe degli Abissi e fratello gemello di Gaito, appartenente all'antica famiglia dei Pantharassa. S'innamora di Lucia anche da umana e nel corso della prima serie si rende conto che è lei la sirena che lo salvò.

## Manga
Il manga, composto da 33 capitoli, è stato pubblicato sulla rivista Nakayoshi dall'agosto 2002 al marzo 2005 e successivamente è stato serializzato in 7 tankōbon per conto della Kōdansha, pubblicati tra il marzo 2003 e l'aprile 2005. Nell'ultimo volume sono contenute tre storie extra ambientate dopo il capitolo finale della serie: Hoshi furu umi no serenade che parla della storia tra Hippo e Yuri, The winged message che tratta di Rihito e Mikaru, e Soshite, mirai e no Super Love Songs! incentrata su Lucia e Kaito. Infine le tre storie autoconclusive: Moonlight Goddess Diana, Cherry♥Blossom e Spogliati per me; ognuna ha come protagonisti due adolescenti uguali identici a Lucia e Kaito, ma con nomi e situazioni differenti rispetto alla storia principale.
Dall'agosto 2021 viene pubblicato sempre su Nakayoshi un seguito dal titolo Pichi Pichi Pitch - aqua, con protagonista la figlia di Lucia, raccolto in tankōbon dal 13 gennaio seguente.
In Italia è stato pubblicato dalla Play Press (poi Play Media Company) da aprile a ottobre 2007 con lo stesso titolo dell'anime, ed è stato ripubblicato dalla GP Publishing a partire da luglio 2009 fino al febbraio 2010 con senso di lettura ribaltato rispetto all'originale. È arrivato anche in Taiwan da Ever Glory Publishing, a Hong Kong da World Press, in Corea del Sud da Haksan Culture Company, negli Stati Uniti da Del Rey, in Francia da Kurokawa, in Germania da Heyne, in Finlandia da Egmont e in Thailandia da Bongkoch.

### Volumi
| 1 | 18 marzo 2003                       | ISBN 978-4-06-364015-1 | 20 aprile 2007 (Play Press) luglio 2009 (GP Publishing)     | ISBN 978-88-6468-295-2 |
| 1 | Capitoli - Capitoli 1-5             |                        |                                                             |                        |
| 2 | 1º agosto 2003                      | ISBN 978-4-06-364027-4 | 24 maggio 2007 (Play Press) agosto 2009 (GP Publishing)     | ISBN 978-88-6468-296-9 |
| 2 | Capitoli - Capitoli 6-10            |                        |                                                             |                        |
| 3 | 1º dicembre 2003                    | ISBN 978-4-06-364027-4 | 18 giugno 2007 (Play Press) settembre 2009 (GP Publishing)  | ISBN 978-88-6468-297-6 |
| 3 | Capitoli - Capitoli 11-15           |                        |                                                             |                        |
| 4 | 26 marzo 2004                       | ISBN 978-4-06-364045-8 | 28 luglio 2007 (Play Press) ottobre 2009 (GP Publishing)    | ISBN 978-88-6468-298-3 |
| 4 | Capitoli - Capitoli 16-20           |                        |                                                             |                        |
| 5 | 3 settembre 2004                    | ISBN 978-4-06-364058-8 | 20 agosto 2007 (Play Press) dicembre 2009 (GP Publishing)   | ISBN 978-88-6468-299-0 |
| 5 | Capitoli - Capitoli 21-25           |                        |                                                             |                        |
| 6 | 4 marzo 2005                        | ISBN 978-4-06-364070-0 | 22 settembre 2007 (Play Press) gennaio 2010 (GP Publishing) | ISBN 978-88-6468-300-3 |
| 6 | Capitoli - Capitoli 26-30           |                        |                                                             |                        |
| 7 | 25 aprile 2005                      | ISBN 978-4-06-364078-6 | 22 ottobre 2007 (Play Press) febbraio 2010 (GP Publishing)  | ISBN 978-88-6468-301-0 |
| 7 | Capitoli - Capitoli 31-33 + 3 extra |                        |                                                             |                        |

| Pichi Pichi Pitch - aqua |                          |                        |
| 1                        | 13 gennaio 2022          | ISBN 978-4-06-526629-8 |
| 1                        | Capitoli - Episode 1-5   |                        |
| 2                        | 13 settembre 2022        | ISBN 978-4-06-528943-3 |
| 2                        | Capitoli - Episode 6-11  |                        |
| 3                        | 13 giugno 2023           | ISBN 978-4-06-531833-1 |
| 3                        | Capitoli - Episode 12-16 |                        |
| 4                        | 13 febbraio 2024         | ISBN 978-4-06-534638-9 |
| 4                        | Capitoli - Episode 17-22 |                        |
| 5                        | 11 ottobre 2024          | ISBN 978-4-06-537199-2 |
| 5                        | Capitoli - Episode 23-28 |                        |
| 6                        | 12 settembre 2025        | ISBN 978-4-06-540744-8 |

## Anime

In senso orario: Seira, Caren, Rina, Lucia, Hanon, Noel e Coco

L'anime, prodotto da We've e SynergySP, è formato da due serie, trasmesse su TV Aichi: la prima Mermaid Melody Pichi Pichi Pitch conta 52 episodi, andati in onda dal 5 aprile 2003 al 27 marzo 2004 e raccolti in 14 DVD, e copre i primi venti capitoli del manga; la seconda Mermaid Melody Pichi Pichi Pitch Pure di 39 episodi, andati in onda dal 3 aprile al 25 dicembre 2004 e raccolti in DVD sotto forma di box contenente 11 dischi, copre dal capitolo 21 al 30.
La prima serie è arrivata in Italia a febbraio 2007 su Italia 1 con il titolo Principesse sirene - Mermaid Melody; la seconda, invece, a settembre 2007, mantenendo lo stesso titolo, si è conclusa nel febbraio 2008. Le due serie sono state poi raccolte in 31 DVD pubblicati dalla Hobby & Work.

### Differenze con il manga
- Il manga contiene molto fanservice e situazioni erotiche (anche se mai serie ma umoritistiche) rispetto all'anime che, caso piuttosto raro, è stato concepito sin dalla versione originale giapponese come prodotto per bambini laddove il manga è un prodotto per adolescenti.
- L'anime è molto più lungo del manga, presentando diversi episodi filler.
- Nel manga Kaito si innamora di Lucia da umana molto più apertamente e più in fretta, dimenticando presto la Lucia sirena, mentre nell'anime rimane confuso sui suoi sentimenti fino alla scoperta finale.
- Nel manga Nikora possiede il bagno pubblico La Perla (真珠湯?, Shinju yu); nell'anime invece un albergo, il Pearl Piari (パールピアリ?, Pāru Piari).
- All'inizio di ogni concerto, le Principesse Sirene dicono "Magia della Voce Pichi Pichi!" (「ぴちぴちボイスでライブスタート！」?, "Pichi Pichi Boisu de Raibu Sutāto!", "Pichi Pichi Voice Live Start!"), mentre alla fine "Magia d'Amore Pichi!" (「ラブ・シャワー・ピッチ！」?, "Rabu Shawā Pitchi!", "Love Shower Pitch!"), seguito da "Se volete, vi concediamo il bis!" (「アンコールはいかが？」?, "Ankōru wa ikaga?"). Nel manga ogni principessa ha una propria frase simbolo alla fine di ogni concerto: per Lucia è "Love Shower Pitch!", per Hanon "Pretty Sugar Pitch!" (「プリティー・シュガー・ピッチ！」?, "Puritī Shugā Pitchi!"), per Rina "Cool Shine Pitch!" (「クール・シャイン・ピッチ！」?, "Kūru Shain Pitchi!") e per Caren "Cutie Hot Pitch!" (「キューティー・ホット・ピッチ！」?, "Kyūtī Hotto Pitchi!").
- Nel manga Gaito conosce le sembianze umane di Lucia, visto che la incontra di persona mentre è in incognito sulla terraferma, mentre nell'anime non è dato saperlo.
- Nell'anime non compare l'ancella di Sara, sua guardiana sin dall'infanzia che spinse il professore Taro a lasciarla e in seguito rimase al suo fianco anche quando Sara si votò al male; nel manga non compare il compagno di Nikora, Maki.
- Nel manga Noel si fa rapire due volte, una per salvare Rina da Gaito e una per salvare Caren da Mikeru. Nell'anime, invece, non si sacrifica per salvare la sorella.
- Nel manga Coco ha una storia più approfondita con Sara, dato che conosceva il suo amore segreto per Taro. Quando Sara impazzì di dolore, riversò la furia sull'amica per non averla aiutata, distruggendo il suo regno e facendola poi imprigionare da Gaito.
- Nel manga lo scontro finale tra Kaito e Gaito è assai più violento, dato che Kaito viene ferito più volte dal fratello con una spada e perde molto sangue.
- Nel manga Yuri ritorna in vita del tutto e Hippo promette di restare per sempre con lei una volta conclusa la missione delle sirene.
- Nell'anime le Black Beauty Sisters dimostrano molta più fedeltà a Mikeru che nel manga, in cui guardano il proprio tornaconto.
- Nel manga Masahiro, il fidanzato di Rina, appare prima della sconfitta di Gaito, al contrario dell'anime, dove appare solamente dalla seconda serie.
- Nell'anime, che si ferma al capitolo 30 del manga, Lucia non diventa la Regina dei Mari.

### Sigle
Sigla di apertura
- Taiyō no rakuen ~Promised Land~ (太陽の楽園 ～Ｐｒｏｍｉｓｅｄ Ｌａｎｄ～?), testo di Yukiko Mitsui, musica di Tetsuya Ouchi e cantata da Miyuki Kanbe (ep. 1-28)
- Rainbow Notes♪, testo di Yukiko Mitsui, musica di Seiji Katsu e cantata da Miyuki Kanbe (ep. 29-52)
- Before the Moment, testo di Yukiko Mitsui e Porin, musica di Naoaki Iwami e cantata da Eri Kitamura (ep. 53-91)

Sigla di chiusura
- Daiji na takarabako (大事な宝箱?), testo di Porin, musica di Shingo Kobayashi, cantata da Asumi Nakata (ep. 1-28)
- Sekai de ichiban hayaku asa ga kuru basho (世界で一番早く朝が来る場所?), di Asumi Nakata, Hitomi Terakado e Mayumi Asano (ep. 29-52)
- Ai no ondo °C (愛の温度℃?), di Asumi Nakata, Hitomi Terakado e Mayumi Asano (ep. 53-91)

Sigla di apertura e di chiusura italiana
- Mermaid Melody, testo di Milagrosa Ortiz Martín, musica di Dario Bontempi e arrangiamento di Antonio d'Ambrosio e cantata da Sol Bontempi[N 2][33].

### Canzoni

#### Prima serie
- Legend of Mermaid (testo di Yukiko Mitsui, musica di Kozy Hayashi), di Asumi Nakata (Lucia), Hitomi Terakado (Hanon), Mayumi Asano (Rina)[N 3]
- Koi wa nandarou (恋はなんだろう?), (testo di Yuki Kana, musica di Rui Nagai), di Asumi Nakata (Lucia)
- Super Love Songs! (testo di Yukiko Mitsui, musica di Seji Katsu), di Asumi Nakata (Lucia), Hitomi Terakado (Hanon), Mayumi Asano (Rina)
- KIZUNA (testo di Tetsuya Fukuda, musica di Seji Katsu), di Asumi Nakata (Lucia), Hitomi Terakado (Hanon), Mayumi Asano (Rina)
- Yume no sono saki he (夢のその先へ?) (testo di Yukiko Mitsui, musica di Hiroyuki Ishida), di Asumi Nakata (Lucia), Hitomi Terakado (Hanon), Mayumi Asano (Rina)
- Splash Dream (testo di Tetsuya Fukuda, musica di Seji Katsu), di Asumi Nakata (Lucia)
- Ever Blue (testo di Yukiko Mitsui, musica di Takeshi Hotta), di Hitomi Terakado (Hanon)
- Star Jewel (testo di Yukiko Mitsui, musica di Tetsuya Ouchi), di Mayumi Asano (Rina)
- Aurora no kaze ni notte (オーロラの風に乗って?), (testo di Yukiko Mitsui, musica di Tetsuya Ouchi), di Ema Kogure (Caren)
- Return to the sea (testo di Tetsuya Fukuda, musica di Seji Katsu e Shunsuke Morita), di Kana Ueda (Sara)
- Kuro no kyōsōkyoku ~concerto~ (黒の協奏曲 ～ｃｏｎｃｅｒｔｏ～?), (testo: Yukiko Mitsui, musica: Terayuki Nobuchika), di Miki Tsuchiya (Sheshe) e Noriko Shitaya (Mimi)
- KODOU ~Perfect Harmony~ (ＫＯＤＯＵ ～パーフェクト・ハーモニー～?), (testo di Tetsuya Fukuda, musica di Seji Katsu), di Asumi Nakata (Lucia), Hitomi Terakado (Hanon), Mayumi Asano (Rina), Ema Kogure (Caren), Ryōko Nagata (Noel), Satomi Arai (Coco) e Kana Ueda (Sara)

#### Seconda serie
- MOTHER SYMPHONY (testo di Yukiko Mitsui e musica di Akiko Matsuda), di Asumi Nakata (Lucia), Hitomi Terakado (Hanon), Mayumi Asano (Rina)
- Mizuiro no senritsu (水色の旋律?) (testo di Yukiko Mitsui, musica di Takeshi Hotta), di Hitomi Terakado (Hanon)
- Piece of Love (testo di Yukiko Mitsui, musica di Kozy Hayashi), di Mayumi Asano (Rina)
- Nanatsu no umi no monogatari ~Pearls of Mermaid~ (七つの海の物語 ～Ｐｅａｒｌｓ ｏｆ Ｍｅｒｍａｉｄ～?) (testo di Yukiko Mitsui, musica di Satoru Miwa), di Asumi Nakata (Lucia), Hitomi Terakado (Hanon), Mayumi Asano (Rina)
- Beautiful Wish (testo di Yukiko Mitsui, musica di Teruyuki Nobuchika), di Eri Kitamura (Seira)
- Birth of Love (testo di MARIA, musica di Masaki Tsurugi) di Eri Kitamura (Seira)
- Kibou no kaneoto ~Love goes on~ (希望の鐘音～Ｌｏｖｅ ｇｏｅｓ ｏｎ～?), (testo di Yukiko Mitsui, musica di Seji Katsu) di Asumi Nakata (Lucia), Hitomi Terakado (Hanon), Mayumi Asano (Rina), Ema Kogure (Caren), Ryōko Nagata (Noel), Satomi Arai (Coco) e Eri Kitamura (Seira)
- Yami no BAROQUE (闇のＢＡＲＯＱＵＥ -バロック-?), (testo di Yukiko Mitsui, musica di Teruyuki Nobuchika), di Miki Tsuchiya (Sheshe) e Noriko Shitaya (Mimi)
- Ankoku no tsubasa (暗黒の翼?), (testo di MARIA, musica di Tetsuya Ouchi) di Sanae Kobayashi (Lady Bat)
- Hana to chou no serenāde (花と蝶のセレナーデ?), (testo di Yukiko Mitsui, musica di Tomoyuki Tsuchiya), di Megumi Kojima (Lan Hua)
- Star☆MeroMero Heart (Ｓｔａｒ☆メロメロ Ｈｅａｒｔ?),  (testo di Himiko, musica di Teruyuki Nobuchika), di Masayo Kurata (Alala)
- Oh, Yeah! Alala, di Masayo Kurata (Alala)
- Tsubasa wo daite (翼を抱いて?), (testo di MARIA, musica di Masaki Tsurugi), di Junko Minagawa (Mikeru)
- Ashita ga mienakute (明日が見えなくて?), (testo di MARIA, musica di Masaki Tsurugi), di Ryōko Shintani (Mikaru)

#### Canzoni italiane
Le canzoni italiane presentano un arrangiamento completamente diverso dalle originali; quelle di Mikeru e Mikaru, Tsubasa wo daite e Ashita ga mienakute, nella versione italiana mantengono la musica originale, ma il testo viene recitato dai doppiatori (rispettivamente da Davide Garbolino e Anna Mazza) e non cantato. Le canzoni della seconda serie vengono sostituite da una qualsiasi di quelle della prima, eccezion fatta per Yami no BAROQUE che, invece, è stata sostituita dalla nuova canzone La nostra forza.
Nell'estate 2007, la sigla e tutte le canzoni, insieme a Dolce melodia - vrs.carillon di Denise Misseri, per un totale di 12 tracce, vengono raccolte in un CD dal titolo Principesse sirene - Mermaid Melody; l'anno seguente, un nuovo CD con le canzoni della seconda serie viene pubblicato con il titolo de La colonna sonora delle Principesse sirene - Mermaid Melody. Le canzoni contenute sono le stesse del primo CD, ma vengono aggiunte tre bonus track (Dolce melodia - vrs. carillon di Valeria Caponnetto Delleani, Voce del buio di Elena Tavernini e La nostra forza di Daniela Rando), per un totale di 15 tracce.
- Dolce melodia (testo e musica di Max Longhi e Giorgio Vanni), cantata da Denise Misseri, Francesca Daprati e Elisabetta Cavalli. Sostituisce Legend of Mermaid, Aurora no kaze ni notte (オーロラの風に乗って?) e Kibou no kaneoto ~Love goes on~ (希望の鐘音～Ｌｏｖｅ ｇｏｅｓ ｏｎ～?). Nel CD viene cantata da entrambe, è presente anche la versione carillon di questa canzone, cantata solo da Denise Misseri.

- Fantastica poesia (testo di Antonietta Ruggiero, musica di Antonio d'Ambrosio), di Denise Misseri, Francesca Daprati e Elisabetta Cavalli. Sostituisce KIZUNA. Nel CD è cantata da Elisabetta Cavalli.

- Portami con te (testo di Graziella Caliandro, musica di Goffredo Orlandi), di Denise Misseri, Francesca Daprati e Elisabetta Cavalli. Sostituisce Yume no sono saki he (夢のその先へ?). Nel CD è cantata da Elisabetta Cavalli.

- Torno all'oceano (testo di Graziella Caliandro, musica di Cristiano Macrì), di Denise Misseri, Francesca Daprati e Elisabetta Cavalli. Sostituisce Ever Blue e Koi wa nandarou (恋はなんだろう?). Nel CD è cantata da Denise Misseri.

- Stella preziosa (testo di Graziella Caliandro, musica di Valeriano Chiaravalle), di Denise Misseri, Francesca Daprati e Elisabetta Cavalli. Sostituisce Star Jewel e Piece of Love. Nel CD è cantata da Francesca Daprati.

- Assoluto amore (testo di Graziella Caliandro, musica di Cristiano Macrì), di Valeria Caponnetto Delleani (Sara e Seira). Sostituisce Return to the sea, Beautiful Wish e Birth of Love.

- Battito d'amore (testo e musica di Max Longhi e Giorgio Vanni), di Rossella Liberti (Caren), Claudia D'Ulisse (Coco), Valentina Ponzone (Noel), Denise Misseri, Francesca Daprati, Elisabetta Cavalli e Valeria Caponnetto Delleani. Sostituisce KODOU ~Perfect Harmony~ (ＫＯＤＯＵ ～パーフェクト・ハーモニー～?) e Kibou no kaneoto ~Love goes on~  (希望の鐘音～Ｌｏｖｅ ｇｏｅｓ ｏｎ～?) (ep. 90-91). Nel CD è cantata da Valentina Ponzone e Claudia D'Ulisse.

- Voce del buio (testo di Graziella Caliandro, musica di Fausto Cogliati), di Daniela Rando (SheShe e Lady Bat) e Elena Tavernini (MiMi e Lan-Hua). Sostituisce Kuro no kyōsōkyoku ~concerto~ (黒の協奏曲 ～ｃｏｎｃｅｒｔｏ～?) e Ankou no tsubasa (暗黒の翼?). Nel CD è cantata da Daniela Rando.

- La nostra forza, (testo di Milagrosa Ortiz Martín, musica di Dario Bontempi), di Daniela Rando (SheShe e Lady Bat) e Elena Tavernini (MiMi, LanHua e Alala). Sostituisce Yami no BAROQUE (闇のＢＡＲＯＱＵＥ -バロック-?), Hana to chō no serenāde (花と蝶のセレナーデ?), Star☆MeroMero Heart (Ｓｔａｒ☆メロメロ Ｈｅａｒｔ?) e Oh yeah! Alala. Nel CD è cantata da Elena Tavernini.

## Videogiochi
Durante il corso della serie, sono stati pubblicati diversi videogiochi dalla Konami. Tutti i videogiochi hanno come modalità di gioco multiplayer. Il primo è ispirato al famoso Dance Dance Revolution e include otto canzoni tratte dall'anime, il secondo è simile a quelli della serie di Mario Party, e il terzo, similmente al primo, include quattordici canzoni dell'anime e diversi mini-giochi.
| Nº | Titolo videogioco | Piattaforma      | Data uscita      |
| -- | --- | ---------------- | ---------------- |
| 1  | Mermaid Melody Pichi Pichi Pitch (マーメイドメロディー ぴちぴちピッチ?)                                                          | Game Boy Advance | 9 ottobre 2003   |
| 2  | Mermaid Melody Pichi Pichi Pitch: Pichi Pichi Party (マーメイドメロディー ぴちぴちピッチ ぴちぴちパーティ?)                      | Game Boy Advance | 18 dicembre 2003 |
| 3  | Mermaid Melody Pichi Pichi Pitch: Pichi Pichitto Live Start! (マーメイドメロディー ぴちぴちピッチ ぴちぴちっとライブスタート！?) | Game Boy Advance | 18 marzo 2004    |

## Trasmissioni e adattamenti nel mondo

Logo italiano della serie

In Italia un paio di scene ambigue presenti durante le esibizioni delle Black Beauty Sisters sono state rimosse, come nella versione televisiva giapponese, dove, però, sono state reintrodotte nella versione DVD. Inoltre, durante l'intera serie, la musica trasmessa in radio è sostituita dalla base di Concerto d'amore.
L'anime è arrivato anche a Hong Kong, in Thailandia, in Indonesia e nelle Filippine, che hanno mantenuto le canzoni originali in giapponese. In Taiwan, Corea del Sud, Israele, Spagna, Portogallo, Francia, Serbia e Grecia le canzoni hanno mantenuto la base originale e i testi sono stati adattati. Negli Stati Uniti e in Messico è andata in onda la versione spagnola. In Macedonia del Nord va in onda la versione serba mentre in Bosnia il doppiaggio in bosniaco utilizza le canzoni della versione serba. In Malesia l'anime è stato adattato in lingua inglese. In Albania il doppiaggio si basa su quello italiano e le canzoni non sono state tradotte, ma vengono utilizzate quelle italiane con i sottotitoli in albanese; inoltre il doppiaggio è a cura di "Jess Discographic", che opera illegalmente e senza i diritti dei programmi che doppia.
Nel 2009 era stata annunciata anche una versione inglese, che sarebbe stata trasmessa in Nord America da ADV Films, ma quest'ultima ne ha perso i diritti dopo aver doppiato l'intera serie, che quindi non è mai andata in onda. Inoltre il doppiaggio della serie nei paesi in cui è stata distribuita dalla società spagnola, si basa sulla versione inglese dell'anime mai andata in onda. La società Elastic Rights che detiene i diritti dell'anime in cinque paesi europei ha negoziato con la Turchia per una sua possibile messa in onda sulla TV turca, la trasmissione però non è mai avvenuta.
In Spagna, Portogallo, Grecia e Francia l'anime è distribuito dalla compagnia spagnola Elastic Rights.
| Stato                | Canale/i televisivo                                                              | Data prima TV                                       | Titolo |
| -------------------- | -------------------------------------------------------------------------------- | --------------------------------------------------- | --- |
| Albania e Kosovo     | Çufo TV                                                                          | 4 luglio – 8 agosto 2016 (prima serie)              | Princesha Sirenë - Sezoni I, Princesha Sirenë - Sezoni II                                                                                          |
| Albania e Kosovo     | Çufo TV                                                                          | 9 agosto – 6 settembre 2016 (seconda serie)         | Princesha Sirenë - Sezoni I, Princesha Sirenë - Sezoni II                                                                                          |
| Bosnia ed Erzegovina | RTRS, Mreža Plus                                                                 | 2011 (prima serie)                                  | Princeze Sirene |
| Bosnia ed Erzegovina | RTRS, Mreža Plus                                                                 | 2011 (seconda serie)                                | Princeze Sirene |
| Corea del Sud        | Champ TV, Anione TV                                                              | Dal 6 giugno 2005 (prima serie)                     | Pichi Pichi Pitch (피치피치핏치?), Pichi Pichi Pitch Pure (피치피치핏치 퓨어?)                                                                     |
| Corea del Sud        | Champ TV, Anione TV                                                              | Dal 17 luglio 2006 (seconda serie)                  | Pichi Pichi Pitch (피치피치핏치?), Pichi Pichi Pitch Pure (피치피치핏치 퓨어?)                                                                     |
| Filippine            | QTV Channel 11 ABS-CBN ABS-CBN (rete televisiva)                                 | 23 marzo – 2 giugno 2007 (prima serie)              | Mermaid Melody Pichi Pichi Pitch |
| Filippine            | QTV Channel 11 ABS-CBN ABS-CBN (rete televisiva)                                 | 4 giugno – 27 luglio 2007 (seconda serie)           | Mermaid Melody Pichi Pichi Pitch |
| Francia e Belgio     | Canal J                                                                          | 30 agosto 2010 – aprile 2011 (prima serie)          | Pichi Pichi Pitch - La Mélodie des Sirènes, Pichi Pichi Pitch Pure - La Mélodie des Sirènes                                                        |
| Francia e Belgio     | Canal J                                                                          | 20 novembre 2011 – 9 febbraio 2012 (seconda serie)  | Pichi Pichi Pitch - La Mélodie des Sirènes, Pichi Pichi Pitch Pure - La Mélodie des Sirènes                                                        |
| Grecia               | Star Channel                                                                     | 8 ottobre 2011 – 1º aprile 2012 (prima serie)       | Pichi Pichi Pitch, Pichi Pichi Pitch Pure |
| Grecia               | Star Channel                                                                     | 15 settembre 2012 – 26 gennaio 2013 (seconda serie) | Pichi Pichi Pitch, Pichi Pichi Pitch Pure |
| Hong Kong            | TVB Jade                                                                         | 5 luglio 2005 – 2006                                | 唱Ｋ小魚仙S (lett. ""Canto della piccola sirena")                                                                                                  |
| Indonesia            | TVRI                                                                             | 2006                                                | Mermaid Melody Pichi Pichi Pitch |
| India                | Hungama TV (doppiaggio originale)                                                | 2009                                                | Mermaid Melody Pichi Pichi Pitch |
| Israele              | Arutz HaYeladim                                                                  | giugno – luglio 2008 (prima serie)                  | בנות הים פיצ'י פיצ'י פיץ (Bnot hayam Pichi Pichi Pitch, lett. "Sirene Pichi Pichi Pitch")                                                          |
| Israele              | Arutz HaYeladim                                                                  | 22 febbraio – marzo 2009 (seconda serie)            | בנות הים פיצ'י פיצ'י פיץ (Bnot hayam Pichi Pichi Pitch, lett. "Sirene Pichi Pichi Pitch")                                                          |
| Macedonia del Nord   | Super TV (doppiaggio serbo)                                                      | settembre 2014                                      | Sirene Pichi Pichi Pitch |
| Malaysia             | TV3 (doppiaggio in inglese)                                                      | 2006                                                | Mermaid Melody Pichi Pichi Pitch |
| Messico              | Televisa Monterrey, Televisa Regional (doppiaggio spagnolo)                      | 2009                                                | Pichi Pichi Pitch, Pichi Pichi Pitch Pure |
| Portogallo           | Canal Panda (prima serie), Panda Biggs (seconda serie)                           | 8 dicembre 2008 – 5 aprile 2009 (prima serie)       | Mermaid Melody |
| Portogallo           | Canal Panda (prima serie), Panda Biggs (seconda serie)                           | 9 dicembre 2009 – 28 marzo 2010 (seconda serie)     | Mermaid Melody |
| Serbia               | Ultra TV, Happy Tv, Dexy Tv                                                      | 27 settembre – 1º dicembre 2010 (prima serie)       | Sirene Pichi Pichi Pitch |
| Serbia               | Ultra TV, Happy Tv, Dexy Tv                                                      | 7 febbraio – 7 aprile 2011 (seconda serie)          | Sirene Pichi Pichi Pitch |
| Spagna               | Clan (TVE), RTVE, Disney Channel Disney Channel (Spagna) Canal Sur Andalucía TV  | 30 giugno – 9 settembre 2008 (prima serie)          | Pichi Pichi Pitch, Pichi Pichi Pitch Pure |
| Spagna               | Clan (TVE), RTVE, Disney Channel Disney Channel (Spagna) Canal Sur Andalucía TV  | 10 settembre – 3 novembre 2008 (seconda serie)      | Pichi Pichi Pitch, Pichi Pichi Pitch Pure |
| Stati Uniti          | Univision Telemundo NBC Universal TV Networks Distribution (doppiaggio spagnolo) | 2009                                                | Pichi Pichi Pitch, Pichi Pichi Pitch Pure |
| Taiwan               | YOYO TV                                                                          | 16 luglio 2005 – 28 maggio 2006                     | 真珠美人鱼 Ｐｉｃｈｉ Ｐｉｃｈｉ ＰｉｔｃｈS (lett. "Perla della sirena Pichi Pichi Pitch"), 真珠美人鱼ＰＵＲＥS (lett. "Perla della sirena PURE") |
| Thailandia           | True Spark                                                                       | 2009                                                | เจ้าหญิงเงือกน้อย (lett. "La piccola principessa sirena")                                                                                              |